# Richeling
Richeling é uma comuna francesa na região administrativa de Grande Leste, no departamento de Mosela. Estende-se por uma área de 4,21 km². Em 2010 a comuna tinha 348 habitantes (densidade: 82,7 hab./km²).